# Hoskison
Hoskison is een historisch motorfietsmerk.
De bedrijfsnaam was: Hoskison Mfg. Co. Ltd. of Digbeth, later C.S. Spring en The Hoskison Motors Ltd. of Lozell's Road, Birmingham.
Dit was een kleine Britse fabriek die motorfietsen bouwde in drie basisuitvoeringen: met 269cc-Villiers-tweetaktblok, met 292cc-Union-tweetakt en met 348- en 497cc-Blackburne-zijklepmotor.
De productie begon in december 1919, toen na de Eerste Wereldoorlog grote behoefte ontstond aan goedkope vervoermiddelen. Het eerste model met 292cc-Union-tweetaktmotor had al een Burman-tweeversnellingsbak die vanaf de krukas door een ketting werd aangedreven, maar naar het achterwiel had de machine nog riemaandrijving. Men verwachtte een productie van 2.000 motorfietsen per jaar. Later werden waarschijnlijk ook nog tweetaktmotoren bij Villiers ingekocht, maar in 1921 verhuisde het bedrijf naar Lozell's Road en liet men de tweetakten vallen. Er kwamen twee modellen met Blackburne-zijklepmotoren, waarvan ook een zijspancombinatie kon worden geleverd. Hoskinson dacht op die manier met een minimum aan productiemiddelen vier modellen te kunnen verkopen, maar in de lente van 1922 kwam het merk niet meer in de merklijsten voor.